# David E. Rowe
David E. Rowe (* 11. August 1950) ist ein US-amerikanischer Wissenschafts- und Mathematikhistoriker.

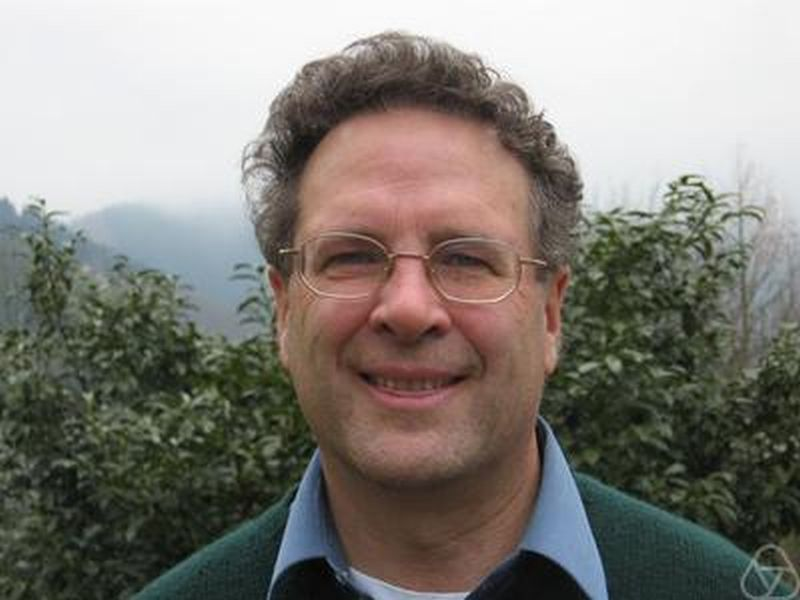
David Rowe, Oberwolfach 2005

Rowe studierte Mathematik und Wissenschaftsgeschichte an der University of Oklahoma. Er promovierte an der City University of New York. Rowe war Herausgeber der Historia Mathematica. Seit 1992 ist er Professor für Geschichte der Mathematik und Naturwissenschaften an der Johannes Gutenberg-Universität Mainz.
Rowe beschäftigte sich vor allem mit der Göttinger mathematischen Tradition, unter anderem David Hilbert, Felix Klein, Emmy Noether, und mit Albert Einstein, dessen politischem Umfeld und dessen Entwicklung der Allgemeinen Relativitätstheorie sowie Auseinandersetzungen um die Relativitätstheorie in Deutschland.

## Schriften
- Herausgeber mit Robert J. Schulmann: „Einstein on Politics – his private thoughts and public stands on nationalism, zionism, war, peace and the bomb“, Princeton University Press, 2007.
- mit Karen Parshall: „The Emergence of the American Mathematical Research Community, 1876–1900. J.J. Sylvester, Felix Klein, and E.H. Moore“, AMS/LMS History of Mathematics Series, Bd. 8, Providence: American Mathematical Society, 1994.
- Herausgeber mit McCleary „The History of Modern Mathematics: Ideas and their Reception“, Academic Press, Bd. 1, 1989 (darin Rowe: "Klein, Lie, and the Geometric Background of the Erlangen Program"), Bd. 2, 1990
- "Klein, Hilbert, and the Göttingen Mathematical Tradition", Osiris, Bd. 5, 1989, S. 186–213.